# Alopecosa cinnameopilosa
Alopecosa cinnameopilosa este o specie de păianjeni din genul Alopecosa, familia Lycosidae. A fost descrisă pentru prima dată de Schenkel, 1963. Conform Catalogue of Life specia Alopecosa cinnameopilosa nu are subspecii cunoscute.